# Antoloea xanthopa
Antoloea xanthopa är en fjärilsart som beskrevs av Edward Meyrick 1914. Antoloea xanthopa ingår i släktet Antoloea och familjen plattmalar. Inga underarter finns listade i Catalogue of Life.